# Georges Claretie
Pour les articles homonymes, voir Claretie.
Georges Claretie, né le 5 juillet 1875 à Paris 9e et mort le 9 octobre 1936 à Paris 7e, est un avocat et homme de lettres français.

## Biographie
Fils de l’académicien Jules Claretie, il a obtenu son doctorat à la Faculté de droit de l'université de Paris, le 25 mai 1901, avec une thèse sur l’Usure en matière civile et pénale. au barreau, il a été l’avocat de la Société des gens de lettres et de la Comédie-Française, dont son père avait été administrateur général.
Chroniqueur judiciaire au Figaro, de l’affaire Steinheil au procès des Oustachis, il a suivi, pendant près de trente ans, toutes les grandes audiences des cours d’assises… S’il était un chroniqueur judiciaire de grand talent, sa curiosité s’étendait à tous les domaines intellectuels : littérature, peinture, musique, sans compter le théâtre, à la vie duquel il avait été mêlé tout jeune, mais, lorsqu’il parlait théâtre, il disait souvent avec son fin sourire : « La plus belle scène, c’est celle des assises ! » Il était également un critique littéraire autorisé.

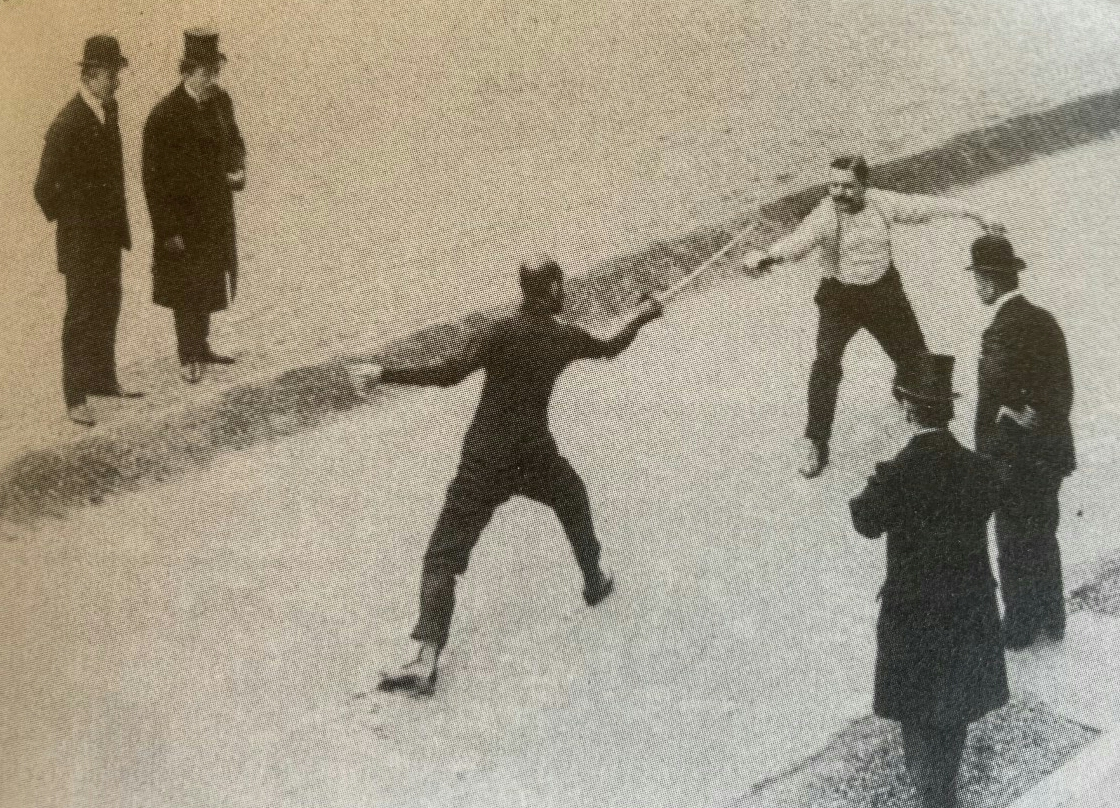
Duel de Georges Claretie et Léon Daudet.

Le 5 mars 1901, il a échangé, sans résultat, quatre balles sur le pré avec Léon Daudet car ce dernier avait critiqué la pièce controversée Après moi de son ami Henri Bernstein,, dénoncée comme une œuvre « juive » et qui plus est d'un « juif déserteur », par ses détracteurs qui jugeaient qu'elle n’avait pas sa place au théâtre. Comme personne n’était blessé, ces messieurs se sont battus à l’épée. À la deuxième reprise, il a été légèrement blessé et le combat a été arrêté malgré la volonté de ce dernier. Les adversaires ne se sont pas réconciliés. L’évènement sera médiatisé jusqu’à New York.
Il a publié divers ouvrages inédits tirés d’un journal intime de son père. L’œuvre du journaliste est aussi digne d’attention, et ses chroniques avaient autant d’élégance que de sûreté d’information.
À l’issue de ses obsèques à Sainte-Clotilde, il a été inhumé au Père-Lachaise avec son père (4ème division),. Il avait épousé une des deux filles de Charles Risler, maire du 7e arrondissement de Paris de 1882 à 1919.
Nommé chevalier de la Légion d’honneur, le 7 août 1913, il avait été élevé au rang d’officier, le 31 décembre 1931. Il était également vice-président de l’Association de la presse judiciaire parisienne.

## Publications
- Deruès l’empoisonneur : une cause célèbre au XVIIIe siècle, Paris, Fasquelle, 1906 (OCLC 743158294, lire en ligne sur Gallica).
- Drames et comédies judiciaires : chroniques du Palais  (préf. Raymond Poincaré), Paris, Berger-Levrault, 1910, ix-555, in-16 (OCLC 459277750, lire en ligne).
- De Syracuse à Tripoli : Une mission en Tunisie  (préf. Paul Hervieu), Paris, Libr. Molière, 1901, iv, 435 (OCLC 162697719, lire en ligne).